# Rio Gorganu (Homorod)
O Rio Gorganu é um rio da Romênia, afluente do Valea Mare, localizado no distrito de Braşov.